# NGC 3149
NGC 3149 é uma galáxia espiral (Sb) localizada na direcção da constelação de Chamaeleon. Possui uma declinação de -80° 25' 20" e uma ascensão recta de 10 horas, 03 minutos e 43,4 segundos.
A galáxia NGC 3149 foi descoberta em 24 de Fevereiro de 1835 por John Herschel.